# Xylotrechus robustus
Xylotrechus robustus är en skalbaggsart som beskrevs av Hopping 1941. Xylotrechus robustus ingår i släktet Xylotrechus och familjen långhorningar. Inga underarter finns listade i Catalogue of Life.